# Élections générales espagnoles d'avril 2019 dans les îles Baléares
Les élections générales espagnoles d'avril 2019 (en espagnol : Elecciones generales de España de abril de 2019) se sont tenues le dimanche 28 avril 2019 afin d'élire les 350 députés et 208 des 266 sénateurs de la XIIIe législature des Cortes Generales. 8 députés sont élus dans les îles Baléares.

## Résultats
| Parti                  | Parti                                                   | Voix    | %     | +/-   | Sièges | +/-           |  |
| ---------------------- | ------------------------------------------------------- | ------- | ----- | ----- | ------ | ------------- |  |
|                        | Parti socialiste ouvrier espagnol (PSOE)                | 136 698 | 26,36 | 6,27  | 3      | 1             |  |
|                        | Unidas Podemos (UP)                                     | 92 477  | 17,84 | 7,57  | 2      | en stagnation |  |
|                        | Ciudadanos (Cs)                                         | 90 340  | 17,42 | 2,85  | 1      | en stagnation |  |
|                        | Parti populaire (PP)                                    | 87 352  | 16,85 | 18,23 | 1      | 2             |  |
|                        | Vox                                                     | 58 567  | 11,30 | Nv.   | 1      | 1             |  |
|                        | Voix progressistes (Veus)                               | 25 191  | 4,86  | Nv.   | 0      | en stagnation |  |
|                        | El Pi - Proposition pour les Îles (El Pi)               | 11 692  | 2,25  | 2,25  | 0      | en stagnation |  |
|                        | Parti animaliste contre la maltraitance animale (PACMA) | 8 864   | 1,71  | 0,15  | 0      | en stagnation |  |
|                        | Recortes Cero-Grupo Verde (RC-GV)                       | 1 197   | 0,23  | 0,12  | 0      | en stagnation |  |
|                        | Actúa                                                   | 796     | 0,15  | Nv.   | 0      | en stagnation |  |
|                        | Pour un monde + juste (PUM+J)                           | 686     | 0,13  | Nv.   | 0      | en stagnation |  |
|                        | Vote blanc                                              | 4 647   | 0,90  | 0,01  |        |               |  |
|                        |                                                         |         |       |       |        |               |  |
| Suffrages exprimés     | Suffrages exprimés                                      | 518 507 | 98,93 |       |        |               |  |
| Votes nuls             | Votes nuls                                              | 5 594   | 1,07  |       |        |               |  |
| Total                  | Total                                                   | 524 101 | 100   | -     | 8      | en stagnation |  |
| Abstention             | Abstention                                              | 277 620 | 34,63 |       |        |               |  |
| Inscrits/Participation | Inscrits/Participation                                  | 801 721 | 65,37 |       |        |               |  |